# Daniel Messina (Musiker)

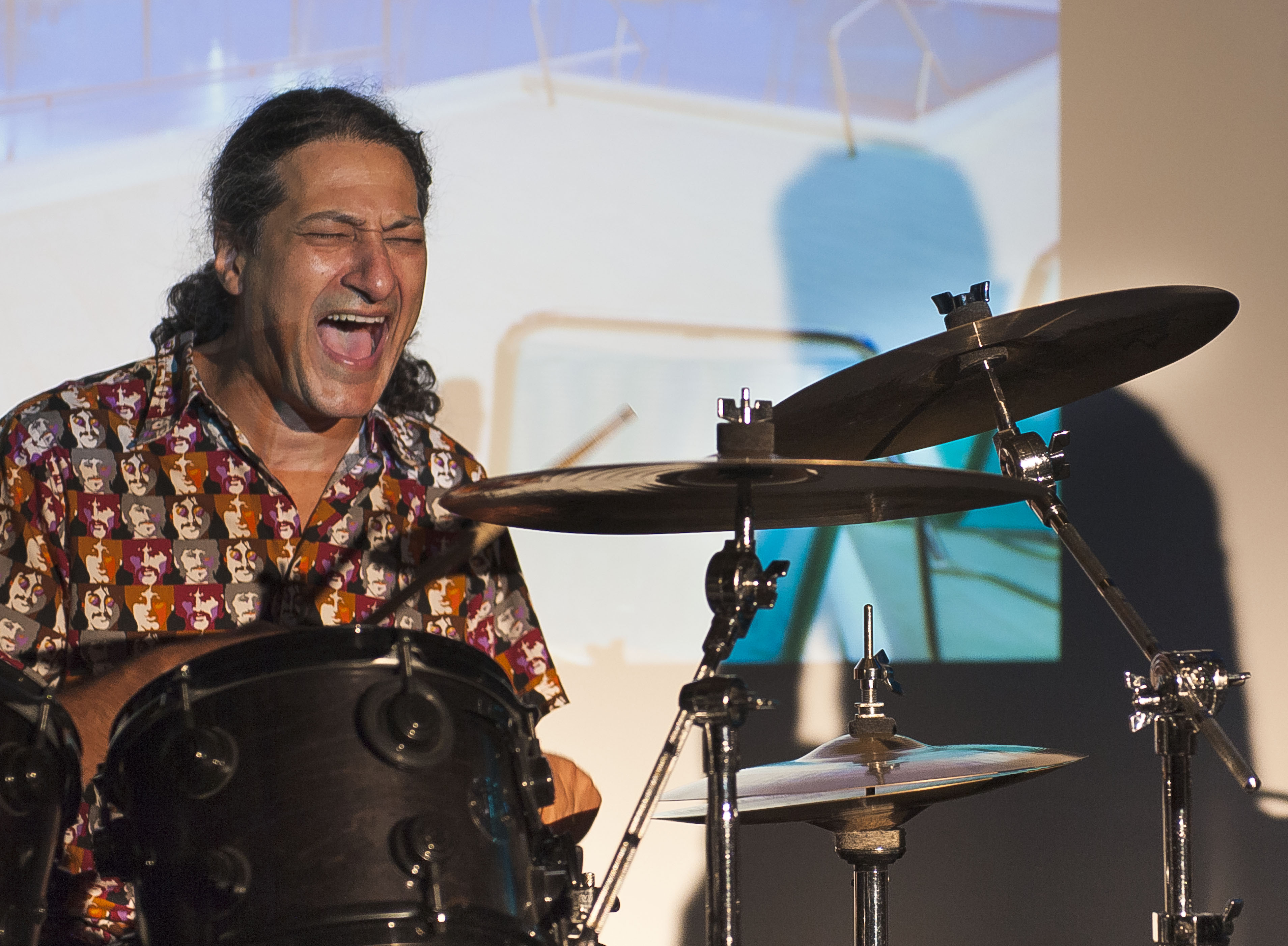
Daniel Messina (2016)

Daniel Messina (* 9. April 1965 in José C. Paz, Buenos Aires, Argentinien) ist ein argentinischer Schlagzeuger und Komponist.

## Leben und Wirken
Messina begann mit sechs Jahren, Schlagzeug und Gitarre zu spielen. Fast 10 Jahre lang lernte er Schlagzeug autodidaktisch, indem er – mit Hilfe eines Buches von Gene Krupa – zu verschiedenen Platten trommelte.
Sein erster Lehrer war Omar Belmonte, bei dem er etwa drei Jahre lang Unterricht nahm. Danach lernte er fünf Jahre lang bei Elias „Chiche“ Heger in der Escuela Nacionál de Batería y Percusión.
Während dieser Zeit spielte er in verschiedenen Bands, wie z. B. Apertura, Quinteto el Quartetazo, oder dem Baden Jazz Quartett.
Von Oktober 1989 bis Juni 1991 schrieb er außerdem eine Workshop-Kolumne in der Musikzeitschrift „El Musiquero“.
Im Oktober 1991 wanderte Daniel Messina nach Deutschland aus.
Von 1993 bis November 2017 war er Dozent im drum department Stuttgart.
Fast 11 Jahre arbeitet er mit der Jazzorganistin Barbara Dennerlein zusammen. Neben hunderten von Konzertauftritte und Tourneen fast rund um die Welt entstanden die CDs Love Letters (2001), It's Magic (2005) und Change of Pace (2006).
1996 gründete er in Deutschland die Daniel Messina Band, mit der er sein bereits im Jahre 1989 in Argentinien begonnenes Projekt mit eigenen Kompositionen und Arrangements fortsetzt. Eigene Produktionen sind Solo en Europa (1996), Imágenes (1999), Prioridad a la emoción (2001), El sol sale (2002) und Buenos Aires Affairs (2004).
Im Januar 2001 startete Daniel Messina mit seiner Band die Konzertreihe „Jazz Edge“ in Stuttgart. Seit dem Start von Jazz Network Radio im September 2001 leitet er die Redaktion des Latin-Kanals und seit Februar 2002 außerdem die Redaktion des Drummer-Kanals, Drummer´s Special.

## Diskographie (Auswahl)
- 1986: Apertura
- 1988: Apertura
- 1991: Quinteto El Quartetazo
- 1994: Vibemares: The wild cat mixes
- 1995: Vum Vum Kamusasadi: Musangola
- 1995: Grupo Sal, De Maiz y Fuego
- 1996: Pojolax, Pojolax
- 1996: Daniel Messina Solo en Europa
- 1998: Walter Becker: Tangos und andere Sünden
- 1999: Daniel Messina Band Imágenes
- 2000: Walter Becker: Una pasión del sur
- 2001: Barbara Dennerlein Duo: Love Letters
- 2001: Quique Sinesi & Daniel Messina: Prioridad a la emoción
- 2001: Lalana/Becker/Messina: Cantares y ritmos hispánicos
- 2002: Daniel Messina Trio: El sol sale
- 2004: Daniel Messina Trio: Buenos Airos Affairs
- 2005: Barbara Dennerlein Duo: It's Magic
- 2007: Barbara Dennerlein Trio & Staatsphilharmonie Rheinland-Pfalz: Change of Pace
- 2007: Michael Kraft-Daniel Messina-Dana Landry: Latin Journey
- 2007: Wolfgang Schmid-Thomas Langer-Daniel Messina Trio: The Beat Goes On
- 2009: Dieter Seelow Live
- 2010  Melva Houston Band: „There will never be another you“ (Double Moon Records)
- 2013: Daniel Messina Band: El futuro es hoy
- 2014: Daniel Messina Band featuring Melva Houston: You Are My Angel
- 2015: Daniel Messina Band featuring Melva Houston: The World for the Children
- 2016: Quinteto el Quartetazo: Remastered
- 2016: Sexteto Apertura: Remastered
- 2019: Barbara Dennerlein: Through The Years